# Початок сімейки Крудс
Початок сімейки Крудс (англ. Dawn of the Croods) — американський 2D-мультсеріал, який виробляється компанією DreamWorks Animation SKG. Серіал — це продовження мультфільма 2013 року, Сімейка Крудсів, що відбувається до подій фільму.
Його прем'єра відбулася 24 грудня 2015 року, на Netflix.

## Оригінальне озвучення
- Ден Мілано — Груг і Пет
- Крі Саммер — Уга
- Ей-Джей Локесціо — Тунк
- Стефані Лемелін — Гіп
- Кріс Парнелл — Снут
- Ана Ґастеєр — Міп
- Лорейн Н'юмен — Грен
- Ґрей Делайл[en] — Сенді та Лерк

## Огляд серіалу
| Номер сезону | Кількість серій | Перша дата виходу | Остання дата виходу | Перша дата виходу в Україні | Остання дата виходу в Україні |     |
|              | 1               | 13                | 24 грудня 2015      | по теперішній час           | TBA                           | TBA |

## Список серій

### 1 сезон (2015-2016)
| Номер серії | Назва серії                                      | Режисер(и)                                                                    | Сценарист(и)                                    | Показ в США    | Показ в Україні | Сюжет |
| 1 | A Gran Day Out                                   | Чаклс Остін і Ерік Візе                                                       | Брендан Хай                                     | 24 грудня 2015 | TBA             |       |
| --- | ------------------------------------------------ | ----------------------------------------------------------------------------- | ----------------------------------------------- | -------------- | --------------- | ----- |
| Гіп намагається вписатися в популярну компанію людей, але її бентежить її сім'я і бабуся. |                                                  |                                                                               |                                                 |                |                 |       |
| 2 | School of Hard Rocks                             | Чонґ Лі                                                                       | Кейтлін Міарес                                  | 24 грудня 2015 | TBA             |       |
| В школі в якій вчиться Гіп, з'явилася нова учениця, але виявилось що вона не вміє полювати і Гіп придумала план, а тим часом Груг у своїй домашній школі учить Тунка полювати.                             |                                                  |                                                                               |                                                 |                |                 |       |
| 3 | Wet Hot Ahhh! Valley Summer/Grug Vs The Moon     | 1 частина: Стефані Арнетт і Чонґ Лі 2 частина: Алекс Альмаґвер і Джошуа Табак | 1 частина: Кейтлін Міарес 2 частина: Ден Мілано | 24 грудня 2015 | TBA             |       |
| 1 частина:Гіп і Тунк провіряють себе на слабо і тепер Уга має подолати її страх перед водою і врятувати їх. 2 частина:Груг намагається боротися з місяцем бо він подумав, що місяць кинув камінь на нього. |                                                  |                                                                               |                                                 |                |                 |       |
| 4 | This Mean Warts                                  | Алекс Альмаґвер                                                               | Метью Бінс                                      | 24 грудня 2015 | TBA             |       |
| Нові хами-сусіди Крудсів почали з ними ворогувати, але після того як їх діти провалилися в печеру ведмекротів батьки повинні відкласти свою міжусобицю убік і врятувати їх.                                |                                                  |                                                                               |                                                 |                |                 |       |
| 5 | The First Picture Show                           | Алекс Альмаґвер                                                               | Метью Бінс                                      | 24 грудня 2015 | TBA             |       |
| Тханк спускає з прив'язі свої ідеї і історії через тіньові маріонетки, але увага, яку він отримує, не те що він хотів.                                                                                     |                                                  |                                                                               |                                                 |                |                 |       |
| 6 | Caved & Confused                                 | Алекс Альмаґвер і Стефані Арнетт                                              | Том Шеппард                                     | 24 грудня 2015 | TBA             |       |
| Гіп має доглядати її сестру і брата, а вона замість того влаштувала вечірку. |                                                  |                                                                               |                                                 |                |                 |       |
| 7 | The Eep-Over/Thunkytown                          | 1 частина: Стефані Арнетт і Чонґ Лі 2 частина: Алекс Альмаґвер                | 1 частина: Кейтлін Міарес 2 частина: Лаура Бек  | 24 грудня 2015 | TBA             |       |
| 1 частина:Гіп влаштовує ночівлю зі своїми друзями і виявили, що поруч ходить монстр. 2 частина:Через Тунка у печері Груга і їх сусідів хазяйнують ведмесови.                                               |                                                  |                                                                               |                                                 |                |                 |       |
| 8 | Mom Genes                                        | Стефані Арнетт і Чонґ Лі                                                      | Ден Мілано                                      | 24 грудня 2015 | TBA             |       |
| Уга втратила свій рик і тепер вона намагається полювати, але все виходить з-під контролю. |                                                  |                                                                               |                                                 |                |                 |       |
| 9 | Garden of Eaten                                  | Чонґ Лі                                                                       | Кайл Мак                                        | 24 грудня 2015 | TBA             |       |
| Гіп захотіла стати овощетеріанкою, але її тато з'їв заборонений плід і з'їхав з глузду. |                                                  |                                                                               |                                                 |                |                 |       |
| 10 | Night of the Living Croods/A Spoonful of Soo-Gar | 1 частина: Джошуа Табак 2 частина: Чонґ Лі                                    | 1 частина: Метью Бінс 2 частина: Лаура Бек      | 24 грудня 2015 | TBA             |       |
| 1 частина: Крудси придумали дрімоту, але тепер всі люди думають, що вони померли і перетворилися на зомбі. 2 частина: Сенді знайшла новий вид їжі мед і всі Крудси почали його їсти.                       |                                                  |                                                                               |                                                 |                |                 |       |
| 11 | Friday Night Liyotes                             | Брайан Хатфілд                                                                | Кейтлін Міарес                                  | 24 грудня 2015 | TBA             |       |
| TBA |                                                  |                                                                               |                                                 |                |                 |       |
| 12 | The Crood Who Knew Too Much/Scent of a Thunk     | 1 частина: Алекс Альмаґвер 2 частина: Брайан Хатфілд і Чонґ Лі                | 1 частина: Ерік Акоста 2 частина: Дейв Польскі  | 24 грудня 2015 | TBA             |       |
| 1 частина: TBA 2 частина: TBA |                                                  |                                                                               |                                                 |                |                 |       |
| 13 | Unsolved MysterEep                               | Стів Еванґелатос і Дебора Уінслов                                             | Метью Бінс                                      | 24 грудня 2015 | TBA             |       |
| TBA |                                                  |                                                                               |                                                 |                |                 |       |